# Mercedes-Benz Classe S
A Classe S é uma linha de sedans de porte grande da Mercedes-Benz.
Tradicionalmente é o carro topo de gama da marca alemã e normalmente é equipado com os melhores avanços tecnológicos da marca.

## Galeria

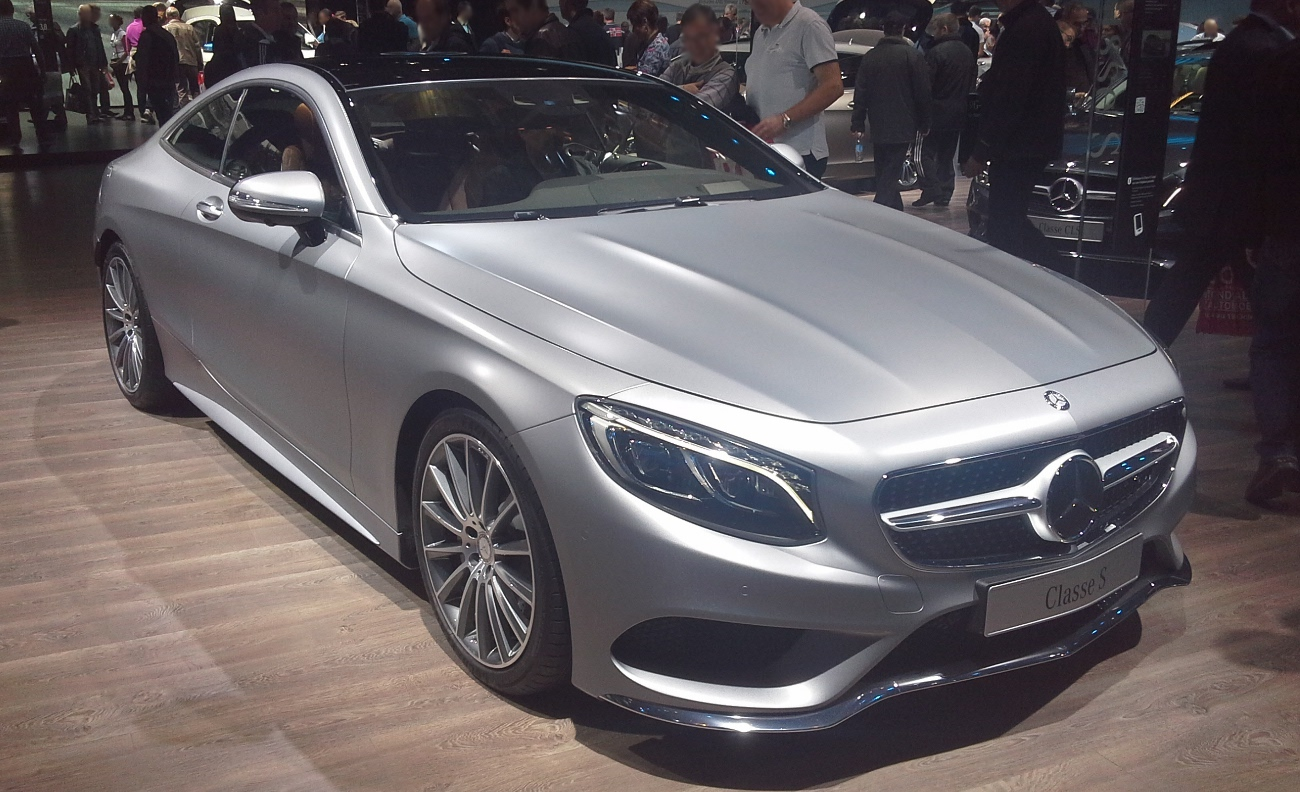
Versão coupé do Classe S

- Primeira geração - W116 (1972-1980)
- Segunda geração - W126 (1979-1991)
- Terceira geração - W140 (1991-1998)
- Quarta geração - W220 (1998-2005)
- Quinta geração - W221 (2006-2014)
- Sexta geração - W222 (2013-2020)
- Sétima geração - W223 (2020-presente)